# 라이오네스 아스카

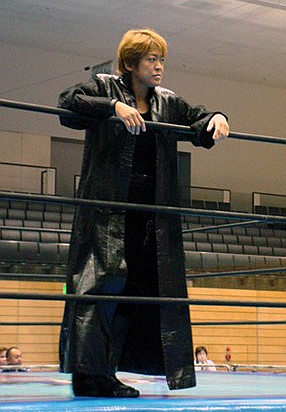

라이오네스 아스카(Lioness Asuka, ライオネス 飛鳥, 1963년 7월 28일 ~)는 일본의 여자 프로레슬링 선수이다.